# Col Cottonwood
Le col Cottonwood (en anglais : Cottonwood Pass) est un col situé aux États-Unis, dans le Colorado. Il est situé sur la ligne de partage des eaux entre l'océan Atlantique et l'océan Pacifique.